# The Empty Saddle
The Empty Saddle è un cortometraggio muto del 1911. Il nome del regista non viene riportato. Di genere western, il film è interpretato da Francis X. Bushman, conosciuto come The King of Movies, e da Lily Branscombe, un'attrice nata in Nuova Zelanda.

## Produzione
Il film fu prodotto dalla Essanay Film Manufacturing Company.

## Distribuzione
Distribuito dalla General Film Company, il film uscì nelle sale cinematografiche USA il 10 novembre 1911.